# سوپر ماریو لند ۲: ۶ گلدن کوینز
«سوپر ماریو لند ۲: ۶ گلدن کوینز» (انگلیسی: Super Mario Land 2: 6 Golden Coins) یک بازی ویدئویی در سبک سکوبازی است که توسط نینتندو و در سال ۱۹۹۲ و در پلت‌فرم گیم بوی منتشر شده‌است.